# Antocha (Antocha) perattenuata
Antocha (Antocha) perattenuata is een tweevleugelige uit de familie steltmuggen (Limoniidae). De soort komt voor in het Oriëntaals gebied.